# Clarence Goyeram
Clarence Goyeram (* 21. Dezember 1990 in Solna) ist ein schwedischer Boxer.

## Karriere
Clarence Goyeram ist rund 1,75 m groß und boxt seit 2003. Er wurde schwedischer Juniorenmeister 2006 und 2007, sowie Bronzemedaillengewinner der Kadetten-Europameisterschaften 2006 in Albanien, als er im Halbfinale gegen Alexander Besputin ausgeschieden war. Bei den Kadetten-Weltmeisterschaften 2006 in der Türkei, schied er im ersten Kampf aus. Bei den Kadetten-Europameisterschaften 2007 in Ungarn unterlag er im Viertelfinale gegen Fred Evans.
2008 gewann er die nordischen Jugendmeisterschaften in Schweden und das Jugendturnier „Danas Pozniakas“ in Litauen, wobei er unter anderem Raymond Moylette und Yakup Şener besiegen konnte. Bei den Jugend-Weltmeisterschaften 2008 in Mexiko schied er durch Disqualifikation aus. Zudem gewann er 2008 auch die schwedischen Meisterschaften im Leichtgewicht. 2012 gewann er die schwedischen Meisterschaften im Weltergewicht.
2013 gewann er die schwedischen Meisterschaften im Halbweltergewicht und die nordischen Meisterschaften in Dänemark. Er startete anschließend bei den Europameisterschaften 2013 in Belarus und den Weltmeisterschaften 2013 in Kasachstan, wo er in beiden Ereignissen jeweils im ersten Kampf an Artem Harutiunian scheiterte.
2015 gewann er erneut die schwedischen Meisterschaften im Weltergewicht und nahm an den ersten Europaspielen in Aserbaidschan teil, wo er unter anderem Sam Maxwell besiegte und im Viertelfinale gegen Wiktor Petrow ausschied. Bei den Europameisterschaften 2015 in Bulgarien gewann er eine Bronzemedaille im Weltergewicht, nachdem er im Halbfinale gegen Pavel Kostromin ausgeschieden war. Zuvor hatte er Denis Klochko, Wouter Djokic und Souleymane Cissokho besiegt. Bei den Weltmeisterschaften 2015 in Katar unterlag er im ersten Kampf gegen Jaroslaw Samofalow.